# Phyllomedusa burmeisteri
Phyllomedusa burmeisteri é uma espécie de anfíbio da família Phyllomedusidae nativa do bioma Mata Atlântica  no Brasil, especialmente em Minas Gerais, Ouro Preto. Esta espécie está agora ameaçada por conta da biopirataria, porque essa perereca produz uma secreção de cera que tem usos medicinais.